# Al Bowlly
Albert Allick Bowlly (7 de janeiro de 1898 - 17 de abril de 1941) foi um vocalista sul-africano/britânico nascido em Moçambique e popular durante os anos 30 na Inglaterra. Ele gravou mais de mil músicas.
Suas músicas mais populares incluem "Midnight, the Stars and You", "Goodnight, Sweetheart", "Close Your Eyes", "The Very Thought of You", "Guilty", "Love Is the Sweetest Thing" e a única versão em inglês de "Dark Eyes" de Adalgiso Ferraris como "Black Eyes" com palavras de Albert Mellor.

## Biografia
Bowlly nasceu em Lourenço Marques, na colônia portuguesa de Moçambique. Seus pais eram gregos e libaneses. Eles se conheceram a caminho da Austrália e se mudaram para a África do Sul.
Bowlly foi criado em Joanesburgo. Após uma série de trabalhos ímpares na África do Sul, incluindo barbeiro e jóquei, ele cantou em uma banda de dança liderada por Edgar Adeler em uma turnê pela África do Sul, Rodésia, Índia e Indonésia em meados da década de 1920. Ele foi demitido da banda em Surabaia, na Indonésia.
Jimmy Liquime o contratou para cantar com a banda na Índia e Cingapura. Em 1927 Bowlly fez seu primeiro disco, uma versão cover de "Blue Skies" de Irving Berlin que foi gravada com Adeler em Berlim, Alemanha. Durante o ano seguinte, ele trabalhou em Londres, com a orquestra de Fred Elizalde.
O início da Grande Depressão em 1929 resultou em Bowlly sendo redundante e retornando a vários meses de busking para sobreviver. Na década de 1930, ele assinou dois contratos - um em maio de 1931 com Roy Fox, cantando em sua banda ao vivo para o Monseigneur Restaurant em Londres, o outro contrato de gravação com o líder de banda Ray Noble em novembro de 1930.
Durante os próximos quatro anos, ele gravou mais de 500 músicas. Em 1933, Lew Stone havia expulsado Fox como líder de banda, e Bowlly estava cantando os arranjos de Stone com a banda de Stone. Após muita exposição no rádio e uma bem-sucedida turnê britânica com Stone, Bowlly foi inundado com demandas por aparências e shows, — incluindo a realização de uma turnê solo britânica — mas continuou a fazer a maioria de suas gravações com a Noble. Houve uma competição considerável entre Noble e Stone pelo tempo de Bowlly. Durante grande parte do ano, Bowlly passou o dia todo no estúdio de gravação com a banda de Noble, ensaiando e gravando, depois a noite com a banda de Stone no Monseigneur. Muitas dessas gravações com Noble foram lançadas nos Estados Unidos por Victor, o que significava que, quando Noble e Bowlly chegaram à América, sua reputação os precedeu.
Ele se apresentou na Inglaterra com sua banda, a Radio City Rhythm Makers. Mas em 1937 a banda se separou quando os problemas vocais foram causados por uma verruga na garganta, fazendo com que ele perdesse a voz brevemente. Separado de sua esposa, e com sua banda dissolvida, ele emprestou dinheiro de amigos e viajou para Nova Iorque para uma cirurgia.
Sua ausência no Reino Unido no início dos anos 30 prejudicou sua popularidade com o público britânico, apesar de sua associação com a pianista Monia Liter como acompanhante. Sua carreira começou a sofrer como resultado de problemas com sua voz, o que afetou a frequência de suas gravações. Ele desempenhou algumas partes pequenas nos filmes, mas as partes eram frequentemente cortadas e as cenas mostradas eram breves. Foi oferecido a Noble um papel em Hollywood, embora a oferta excluísse Bowlly porque um cantor já havia sido contratado. Bowlly voltou para Londres com sua esposa Marjie em janeiro de 1937.
Com um sucesso reduzido na Grã-Bretanha, ele visitou teatros regionais e gravou o mais rápido possível para ganhar a vida, passando de orquestra para orquestra, trabalhando com Sydney Lipton, Gerald Bright e Ken "Snakehips" Johnson. Em 1940, houve um renascimento do interesse em sua carreira, quando ele trabalhou em uma dupla com Jimmy Messene em Radio Stars with Two Guitars no palco de Londres. Foi seu último empreendimento antes de sua morte, em abril de 1941. A parceria foi desconfortável. Messene era alcoólatra e ocasionalmente não conseguia se apresentar.
Bowlly gravou sua última música duas semanas antes de sua morte. Foi um dueto com a canção satírica de Messene of Irving Berlin sobre Hitler, "When That Man Is Dead and Gone".

## Vida pessoal e morte

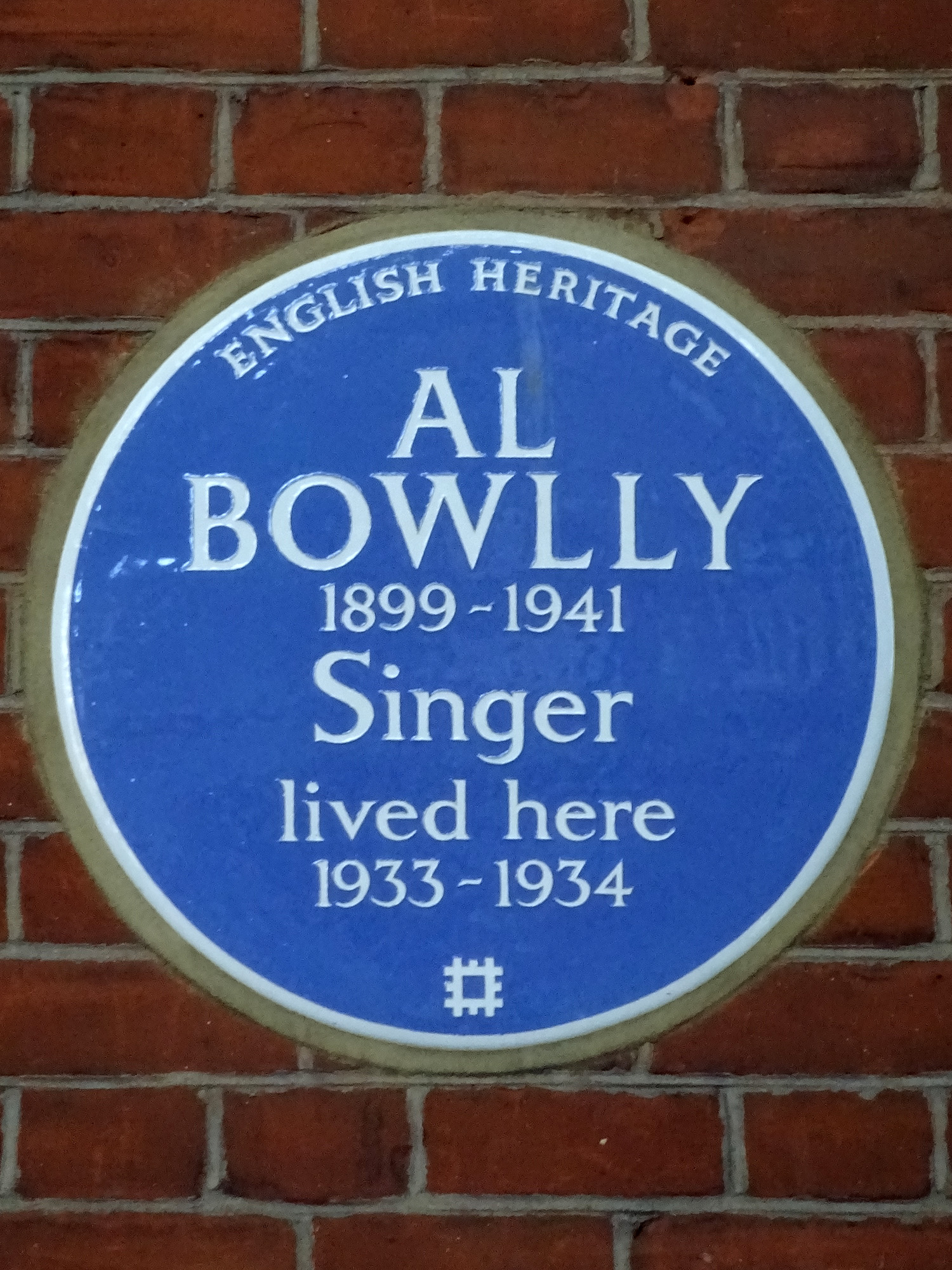
Blue plaque erected in 2013 by English Heritage at Charing Cross Mansions, 26 Charing Cross Road, London, WC2H 0DG, City of Westminster

Em dezembro de 1931, Bowlly se casou com Constance Freda Roberts (falecida em 1934) no St Martin's Register Office, em Londres; o casal se separou depois de duas semanas e pediu o divórcio. Ele se casou em dezembro de 1934 com Marjie Fairless; esse casamento durou até sua morte.
Em 16 de abril de 1941, Bowlly e Messene haviam se apresentado no Rex Cinema em Oxford Street, High Wycombe. A ambos foi oferecido um pernoite na cidade, mas Bowlly pegou o último trem para casa, em seu apartamento na 32 Duke Street, Duke's Court, St James, Londres. Ele foi morto por uma mina de paraquedas da Luftwaffe que detonou do lado de fora de seu apartamento às três e dez da noite. Seu corpo parecia não marcado. Embora a explosão não o tivesse desfigurado, ela arrancou a porta do quarto das dobradiças e o impacto contra sua cabeça foi fatal. Ele foi enterrado com outras vítimas de bombardeios em uma vala comum no Cemitério de Hanwell, Uxbridge Road, Hanwell, onde seu nome é dado como Albert Alex Bowlly.
Uma blue plaque comemorativa de Bowlly foi instalada em novembro de 2013 pela English Heritage na Mansão Charing Cross, 26 Charing Cross Road, descrita como "sua casa no auge de sua carreira".

## Discografia parcial
| "If I Had You"                       | 1928                                        |
| "Time on My Hands"                   | 19 de fevereiro de 1931                     |
| "Goodnight, Sweetheart"              | 19 de fevereiro de 1931                     |
| "Guilty"                             | 2 de dezembro de 1931                       |
| "Lullaby of the Leaves"              | 10 de junho de 1932                         |
| "Looking on the Bright Side of Life" | 1 de setembro de 1932                       |
| "Love Is The Sweetest Thing"         | 8 de setembro de 1932                       |
| "What More Can I Ask?"               | 23 de dezembro de 1932                      |
| "Hustlin' and Bustlin' for Baby"     | 16 de março de 1933                         |
| "Isn't It Heavenly"                  | 1 de agosto de 1933 e 25 de outubro de 1933 |
| "Close Your Eyes"                    | 7 de dezembro de 1933                       |
| "True"                               | 1934                                        |
| "Midnight, the Stars and You"        | 16 de fevereiro de 1934                     |
| "The Very Thought of You"            | 21 de abril de 1934                         |
| "Isle of Capri"                      | 30 de agosto de 1934                        |
| "Blue Moon"                          | 12 de janeiro de 1935                       |
| "Dinner for One Please, James"       | 14 de novembro de 1935                      |
| "It's a Lovely Day Tomorrow"         | 15 de fevereiro de 1940                     |